# 東武トレジャーガーデン

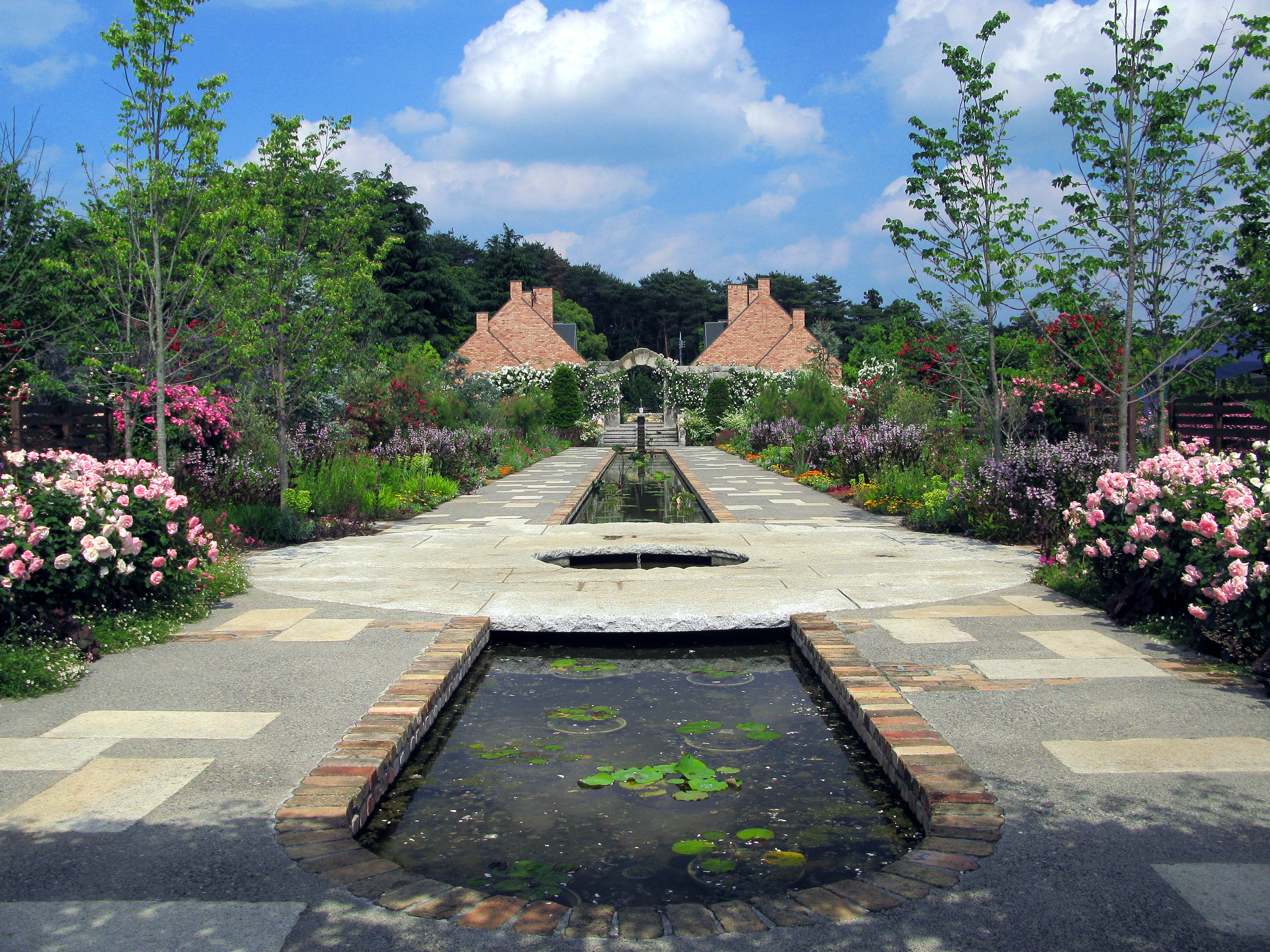
ロングボーダーガーデン（2012年5月）

東武トレジャーガーデン（Tobu Treasure Garden）は群馬県館林市堀工町にあるブライダル施設。東武グループの東武緑地が運営する。2020年までは庭園も運営していた。

## 概要
野鳥の森自然公園が当園の東側に隣接する。約80,000 m2の園内には約25万株の芝桜が植えられた芝桜のガーデンをはじめ、青のガーデン、水辺のROSEガーデン、ロングボーダーガーデンの4つのガーデンがある。また、2012年9月15日には新たに1万m2に約30万株の様々な宿根草を用いた「ブリリアントガーデン」を芝桜のガーデンのすぐ北側に拡張開園した。現在はローズガーデンエリアのバラ品種数は1,500品種、3,000株となり、特に最盛期である5月〜6月にかけてはたくさんのお客が訪れた。
開園日時は4月から6月が主であり、同じく館林市内にあるつつじが岡公園と時期が重なるため、周辺はかなり混雑した。
ガーデンのシンボルローズも“ハッピーシェア”（福分け）にかけ、『シェアリング・ア・ハピネス』という名前にしたとのことで、ガーデン内には福分けにちなんだものが各所にある。シンボルオブジェの茶釜（分福茶釜の発祥地）は触れることでご利益を賜ることができるらしい。
また、園内には聖ペテロ&パウロ教会（収容人数135名）があり、1998年（平成10年）6月にイギリス『英国・アングリカンチャーチ（英国国教会）』の正式な認定を受け、献堂式を行い開堂した。教会の外観は、イギリス・ヴィクトリア朝の後期に設計・建築されたセント・オーガスチン教会をモデルにしたもので、ゴシック様式を基調とした中世ヨーロッパ風の建築デザインとなっている。教会の正面ドア、ステンドグラス、パイプオルガン、説教壇（パルピット）、署名台（レクターン）、木製ベンチは、英国の聖ペテロ&パウロ教会で実際に使用されていたものである。
ここでは、英国国教会の司式に法り、外国人牧師・聖歌隊によるイギリススタイルの本格的な「チャーチウェディング」を執り行うことができる。

## 沿革
1957年（昭和32年）に開業した「分福ヘルスセンター」の跡地に「野鳥の森と〜ぶ」として1985年（昭和60年）4月19に開業した。「分福ヘルスセンター」とは遊園施設を備えた入浴施設で、ローマ風呂と称された大浴場は人気があった。1963年4月1日には分福ヘルスセンターの新館も完成した。入浴施設は取り壊されたが、そのドーム状の屋根を踏襲したデザインのヴィクトリアンハウスが整備されていた。1993年（平成5年）12月1日、館林観光開発が東武ブライダルに社名変更した。
2006年（平成18年）4月1日、野鳥の森と〜ぶから「館林野鳥の森フラワーガーデン」に名称を変更した。引き続き東武ブライダルが施設の運営をしていたが、2008年9月30日をもって解散し、東武緑地に移管された（東武グループを参照）。
2012年（平成24年）3月31日、館林野鳥の森フラワーガーデンから「ザ・トレジャーガーデン館林」に名称を変更し、同年9月15日には芝桜のガーデンのすぐ北側に「ブリリアントガーデン」が拡張開園し、秋季の営業を開始した。
2015年（平成27年）1月、「東武トレジャーガーデン館林」に名称を再度変更した。
新型コロナウイルスの感染者が急増したことによりより2020年（令和2年）4月13日より臨時休園の措置が取られ、バラの時期である2020年5月13日に一旦再開されたが2020年6月8日より再び休園となり、再開がないまま2021年（令和3年）6月14日に閉園した。ブライダル施設部分の処遇については不明。

## 施設概要
- 所在地：群馬県館林市堀工町1050
- 開園日
  - 春・秋季（4月 - 6月、9月中旬 - 11月）：無休
  - 夏・冬季（7月 - 9月上旬、12月 - 3月）：メンテナンス期間として休園
- 開園時間
  - 春：9:00 - 17:00（入園は16:30まで）
  - 秋季：10：00 - 16:30（入園は16：00まで）
  - 夏・冬季：メンテナンス期間として休園（ただしメンテナンス期間中の挙式、披露宴等は行なわれている。）
- 入場料（見頃に合わせ変動する）
  - 大人（中学生以上）
    - 春季：600円 - 1,800円（バラ最盛期）
    - 秋季：500円 - 1,000円

  - 小人（小学生）
    - 春季：200円 - 800円
    - 秋季：200円 - 500円

  - 未就学児は無料

※ 季節や花の咲き具合により料金変動するので、公式サイト  を確認のこと。
※ 各種割引制度あり（身障者割引、再来園割引、他）
※ 20名以上の団体は1割引
※ ペットを連れての入園は小型犬（12 ㎏まで）に限り専用のカートを用いることで可能であった。

## 交通アクセス
- 東北自動車道館林ICより約10分[6]。
- 東武伊勢崎線茂林寺前駅より徒歩約15分[6]。

## その他
- 群馬県在住者に限り群馬県民の日（10月28日）の入園料が無料となる時期があった[7]。2013年現在は入園料が半額割引される。
- ウェディング等で臨時にガーデン貸切となり[1]、入園が不可となる場合がある。また、ヴィクトリアンハウス（レストラン）が貸切となり、利用不可となる場合があった。

## 周辺
- 茂林寺
- 茂林寺川
- 茂林寺沼湿原
- ダークダックス館林音楽館
- 野鳥の森自然公園 - すぐ東に隣接する。
- 館林市立美園小学校

## フォトギャラリー

芝桜のガーデン（2009年）
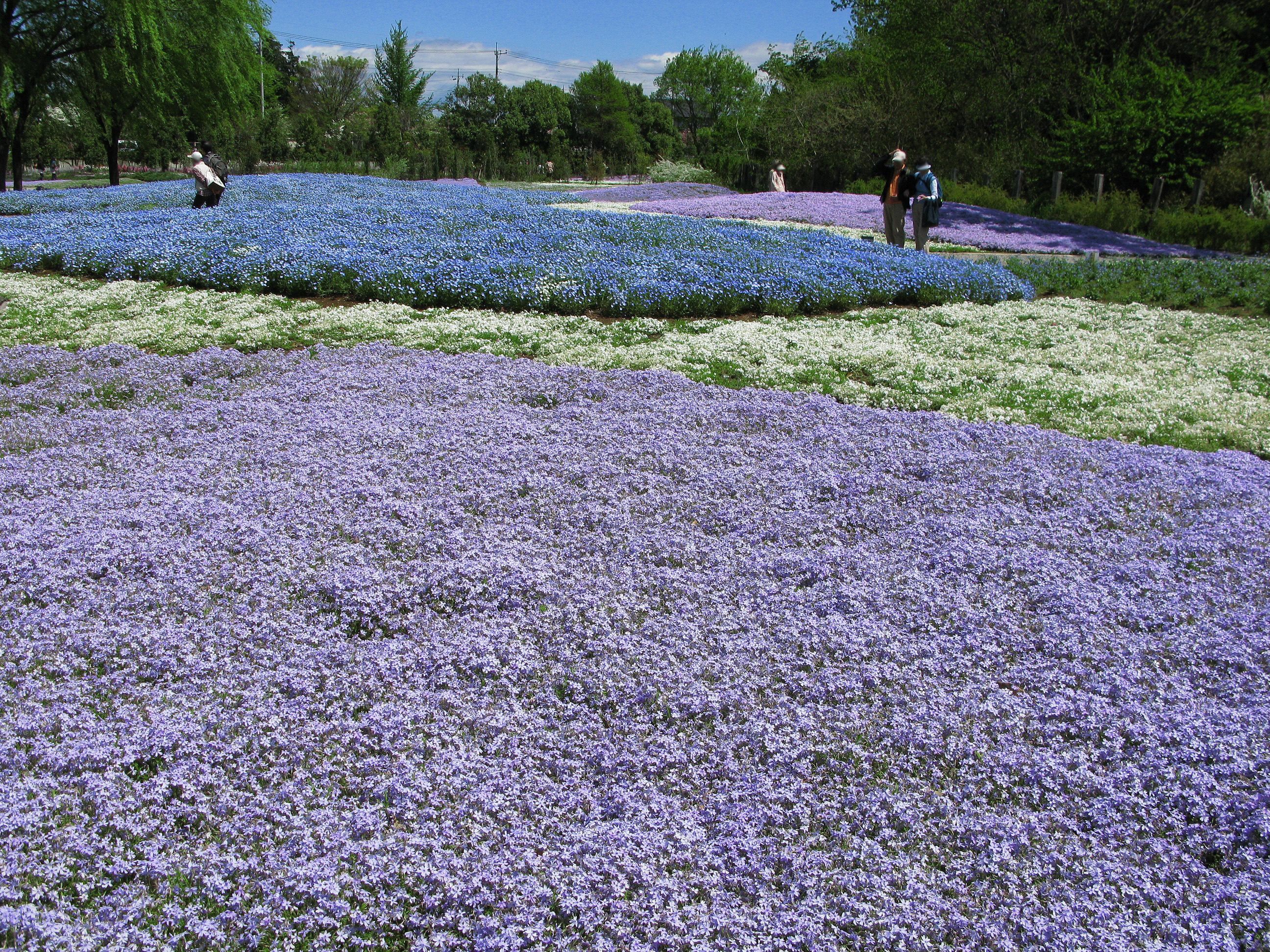
青のガーデン（2009年）
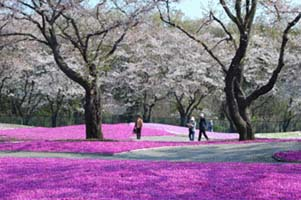
桜と一緒に咲くシバザクラ（2007年）
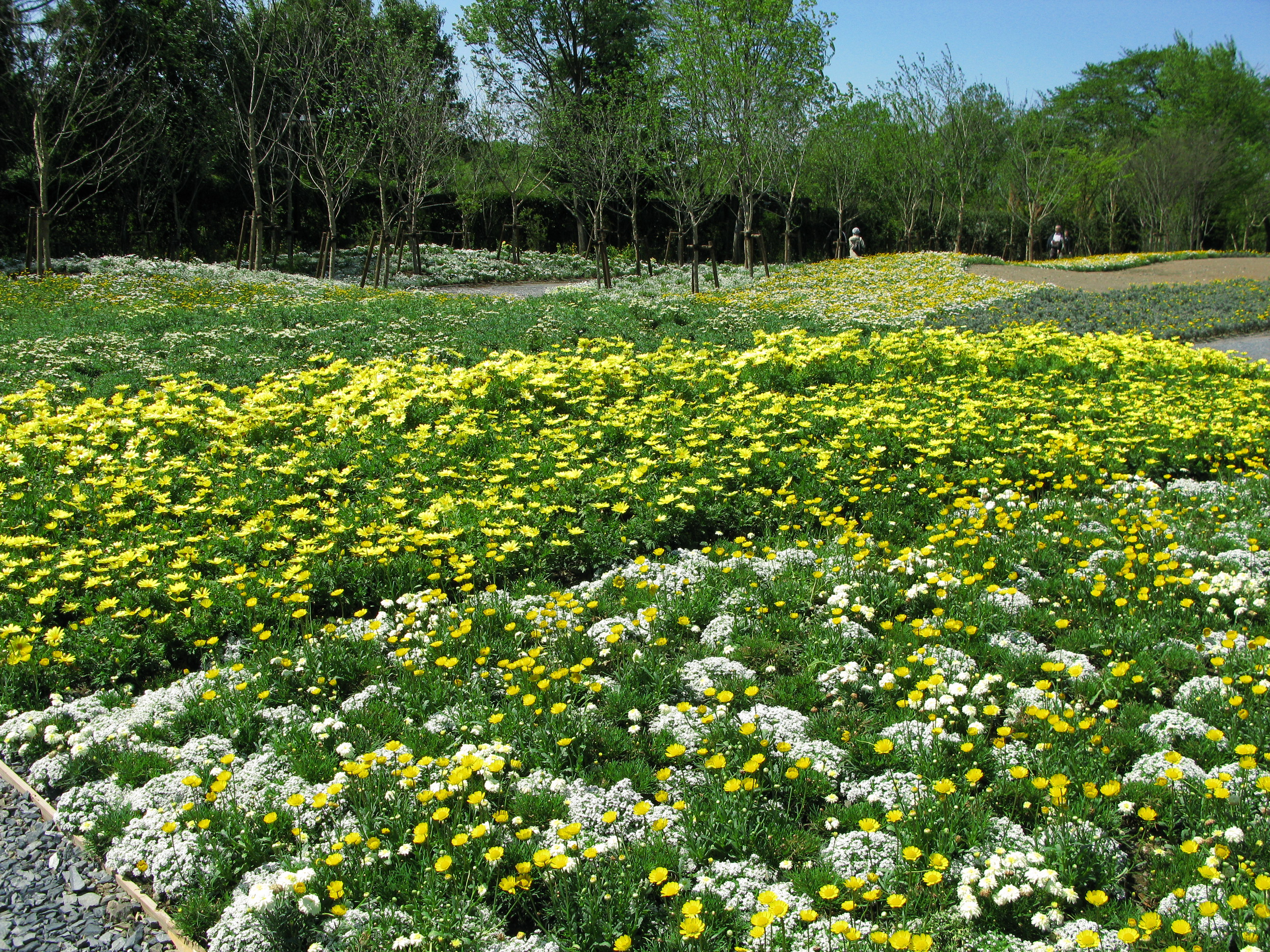
スプリングガーデン（2009年）